# Arnold Poepke
Arnold Poepke (* 25. November 1901 in Kaminsker Hauland, Kreis Obornik; † 14. Juli 1989 in Northeim) war ein deutscher Volkswirt und Politiker (CDU).

## Leben und Beruf
Nach dem Besuch der Volksschule absolvierte Poepke eine Schlosserlehre, arbeitete zunächst als Schlosser in Posen und wechselte später zur Friedrich Krupp AG nach Essen. Er besuchte sozial- und wirtschaftspolitische Kurse in Essen sowie an der Evangelisch-Sozialen Schule in Spandau und war von 1923 bis 1933 als evangelischer Arbeiter- und Verbandssekretär tätig. Zugleich besuchte er von 1929 bis 1933 die Abendgymnasien in Kassel und Berlin, erlangte 1932 die Mittlere Reife und bestand 1933 das Abitur in Berlin. Anschließend begann er ein Studium der Staatswissenschaften, das er 1935 mit der Prüfung als Diplom-Volkswirt und 1937 mit der Promotion zum Dr. rer. pol. (Dissertationsthema: Der Christliche Sozialismus bei Adolf Stoecker) beendete. Von 1939 bis 1945 nahm er als Soldat am Zweiten Weltkrieg teil. Bei Kriegsende geriet er in sowjetische Gefangenschaft, aus der er 1948 entlassen wurde.
Poepke war seit 1951 Geschäftsführer der Evangelischen Arbeiterbewegung. Außerdem fungierte er geschäftsführender Vorsitzender des Institutes für Arbeiterbildung in Essen, an dessen Gründung er sich zuvor beteiligt hatte.

## Abgeordneter
Poepke gehörte dem Deutschen Bundestag von 1961 bis 1965 an. Er war über die Landesliste Nordrhein-Westfalen ins Parlament eingezogen.